# 旷湜
旷湜，生卒年不詳，字次渊，湖南省潭州人，宋朝政治人物，進士出身。

## 簡歷
宋朝潭州旷元则，曾孙旷湜：绍兴二年进士。据史籍《古今姓氏书辨证》中记载：宋朝潭州人旷元则，生子旷用宗。旷用宗生旷无忌，旷无忌生旷湜，南宋绍兴二年（1132年），参加壬子科殿试，登进士科，金榜题名。按《郑樵通志》记载：旷湜，湖南省潭州人，登科。